# Pleudaniel
Pleudaniel település Franciaországban, Côtes-d’Armor megyében. Lakosainak száma 925 fő (2022. január 1.). Pleudaniel Pleumeur-Gautier, Lézardrieux, Ploëzal és La Roche-Jaudy községekkel határos.

## Népesség
A település népességének változása:
| Lakosok száma | 1183 | 947  | 936  | 994  | 925  | 927  | 928  | 936  | 934  | 925  |
|               | 1968 | 1982 | 1990 | 2006 | 2013 | 2015 | 2017 | 2019 | 2020 | 2022 |